# Реннер, Сюзанна
Сюзанна Сабина Реннер (нем. Susanne Sabine Renner; род. 5 октября 1954, Тюбинген) — немецкий ботаник. Изучала биологию в Гамбургском университете. Работает профессором биологии Мюнхенского университета Людвига Максимилиана, а также директором Мюнхенской ботанической государственной коллекции и ботанического сада Мюнхен-Нимфенбург. Замужем за американским орнитологом и экологом Робертом Риклефсом.

## Образование
Окончила Гамбургский университет в 1980 году, в 1984 году получила степень доктора наук. Специальность — биолог-систематик (1992). Доцент Ботанического института Орхусского университета в 1987—1992 годов. Профессор института специальной ботаники Майнцского университета имени Иоганна Гуттенберга. Профессор университета Миссури — Сент-Луиса с 1996 по 2006 годы, сотрудник Ботанического сада Миссури. С 2003 года директор Ботанического сада Мюнхен-Нимфенбург, исследователь систематической ботаники. Основные исследования посвящены двудомным цветковым растениям и биогеографии и филогенезу лавроцветных. С 2009 года член Баварской академии наук и Немецкой академии «Леопольдина»